# ميخائيل رووي
ميخائيل رووي هو ممثل كندي، ولد في 1953 في كندا.

## أعمال

### أفلام
- (2015) أرض الغد[8]

## وصلات خارجية
- ميخائيل رووي على موقع IMDb (الإنجليزية)
- ميخائيل رووي على موقع قاعدة بيانات الفيلم (الإنجليزية)